# یانگ لیوی
یانگ لیوی (به انگلیسی: Yang Liwei) فضانورد اهل کشور چین است که در ۲۱ ژوئن ۱۹۶۵ میلادی در بخش سویژونگ زاده شد. در اکتبر ۲۰۰۳، او اولین انسانی شد که توسط برنامه فضایی چین به فضا فرستاده شد. طی مأموریت شنژو ۵ که در آن حضور داشت، چین را به سومین کشوری تبدیل کرد که انسان را به‌طور مستقل به فضا فرستاد.